# Мураз
Мура́з (рос. Мураз, башк. Мораҙ) — присілок у складі Гафурійського району Башкортостану, Росія. Входить до складу Імендяшевської сільської ради.
Населення — 124 особи (2010; 118 в 2002).
Національний склад:
- башкири — 99%